# Ordem Militar de Guilherme

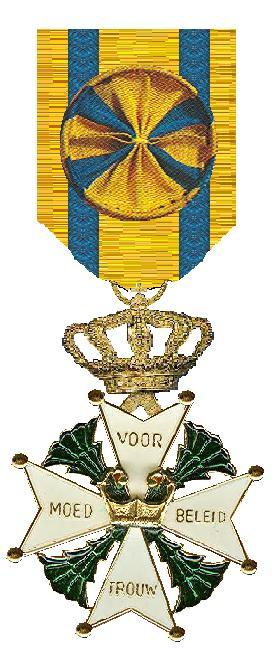
Cavaleiro oficial

A Ordem Militar de Guilherme (neerlandês: Militaire Willems-Orde) é a mais antiga e mais alta honraria do Reino dos Países Baixos. Foi instituída em 1815 pelo rei Guilherme I e era concedida por atos de bravura no campo de batalha ou como condecoração de mérito para os oficiais veteranos.
Não era levado em consideração a patente e a nobreza do receptor e militares estrangeiros também eram elegíveis.
O lema da ordem é Voor Moed, Beleid en Trouw (Pela bravura, liderança e devoção no Dever).

## Graus
- Cavaleiro de 1ª classe ou Cavaleiro da grã-cruz
- Cavaleiro de 2ª classe ou (Cavaleiro) Comendador
- Cavaleiro de 3ª classe ou (Cavaleiro) Oficial
- Cavaleiro de 4ª classe ou Cavaleiro

A Grã-cruz podia ser entregue com cerimônias especiais para chefes de Estado que demonstram lealdade aos Países Baixos em tempo de guerra. Somente o presidente estadunidense Franklin Delano Roosevelt, o britânico Jorge VI e a Rainha Guilhermina receberam tal honra. No século XIX a grã-cruz foi frequentemente entregue a monarcas estrangeiros como um mero sinal de respeito.

## Receptores da ordem
Atualmente o número de cavaleiros da ordem militar é de apenas nove e todos têm mais 75 anos de idade. A última cerimônia foi em 31 de maio de 2006 em Binnenhof, Haia, quando a rainha Beatriz condecorou a 1ª brigada de pára-quedistas independentes da Polônia.